# Parietaria judaica
Parietaria judaica es una especie de planta fanerógama de la familia de las urticáceas.

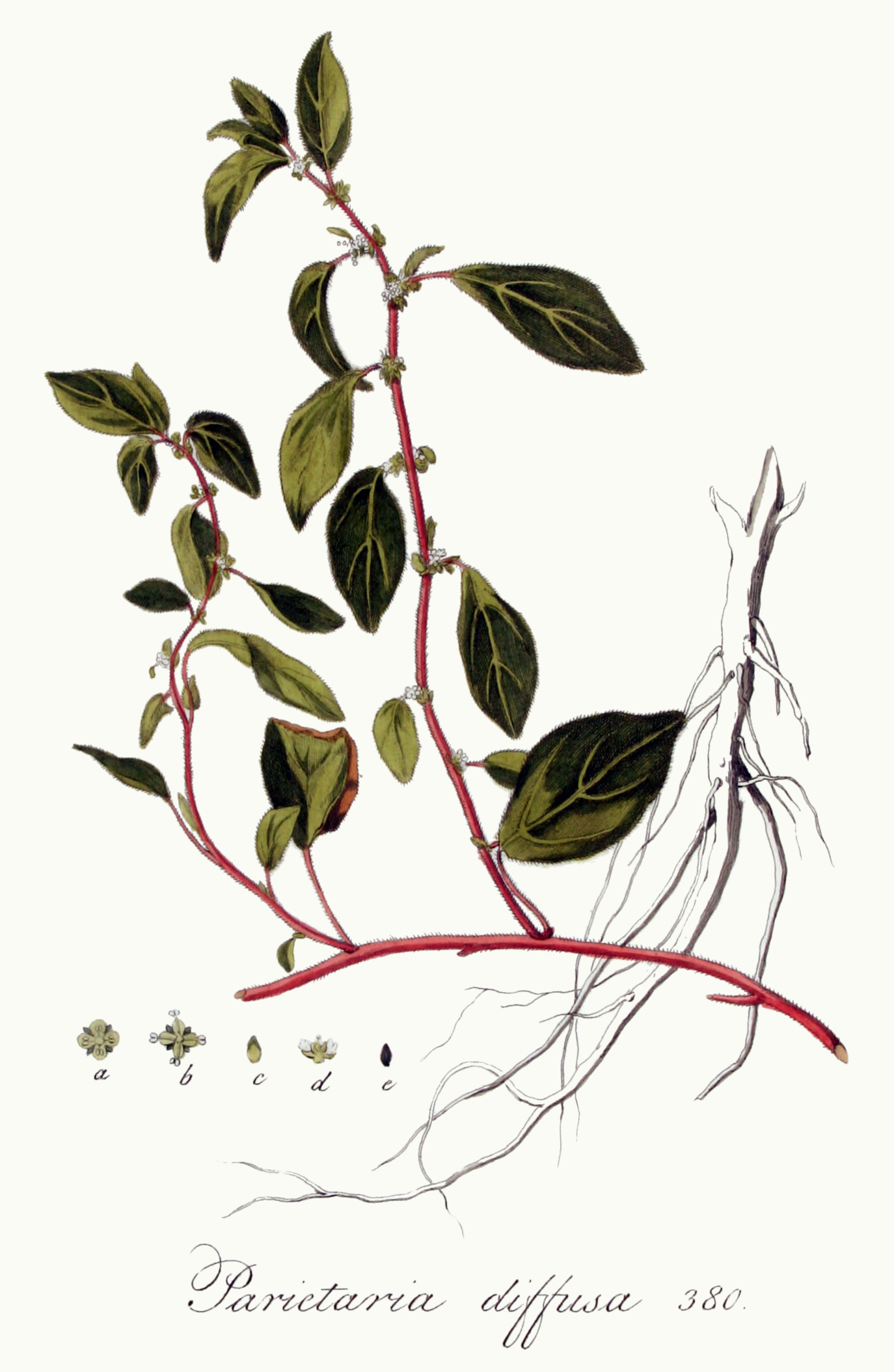
Ilustración en Flora Batava

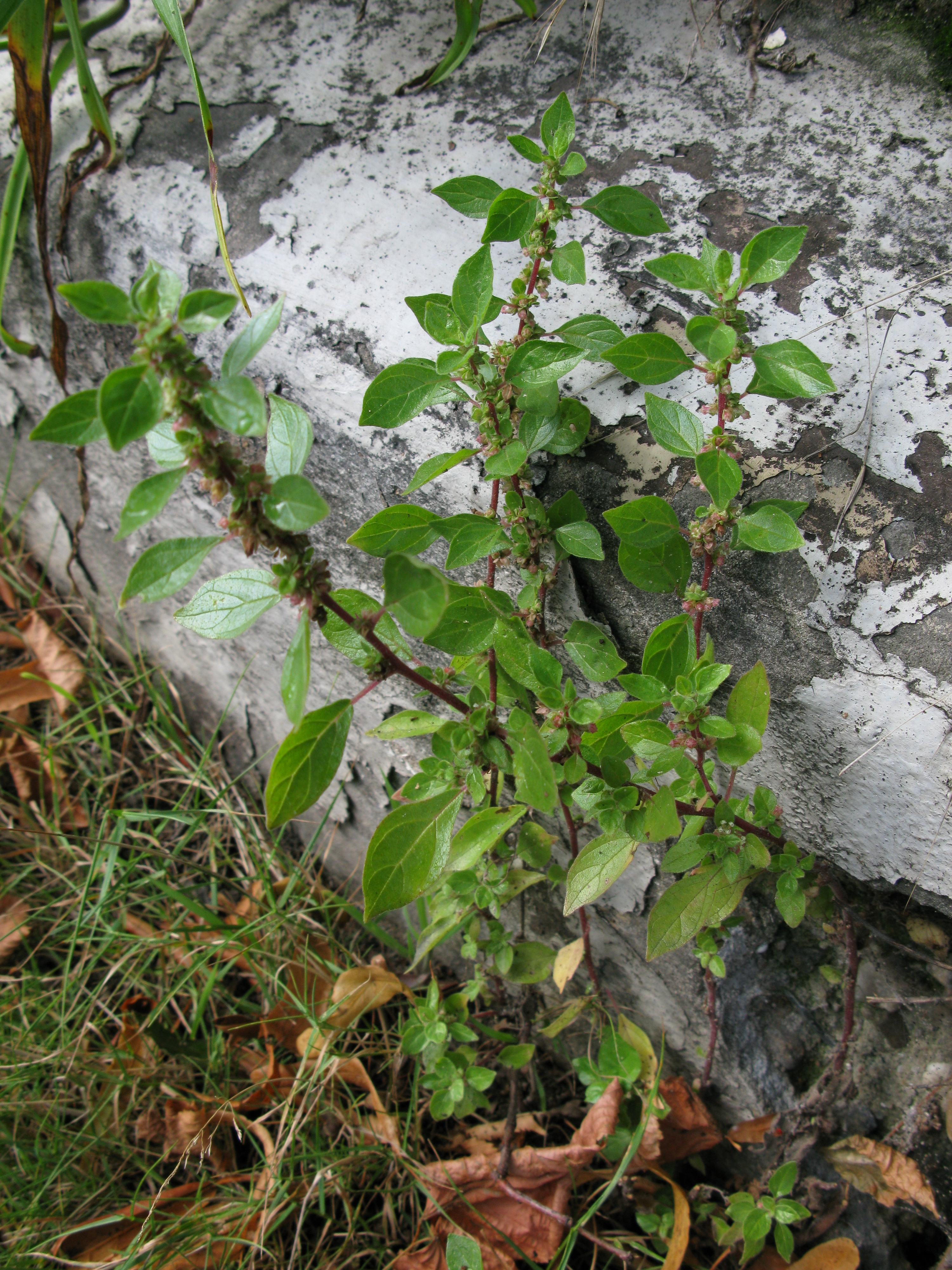
Vista de la planta

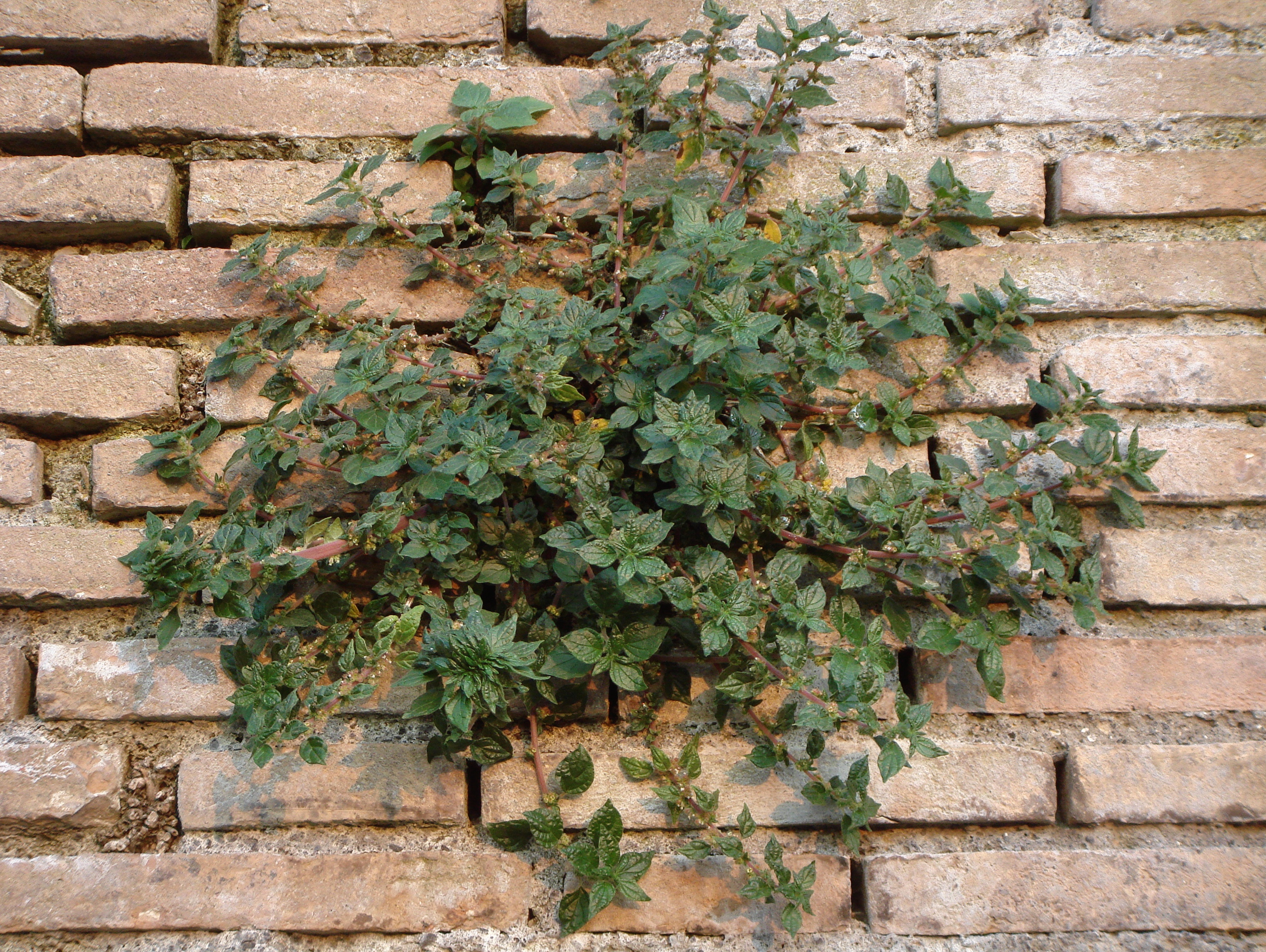
En su hábitat de muros

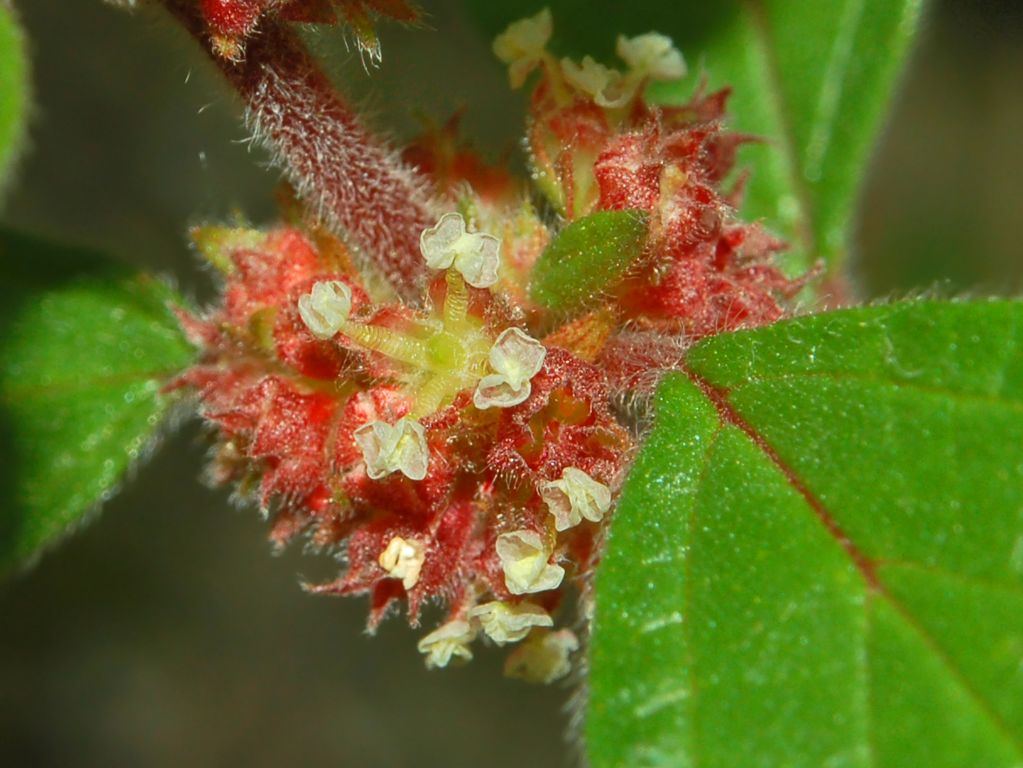
Flores

## Descripción
Es una hierba perenne, leñosa solo en la base. La planta presenta tallos rosados o rojizos con vellos, hojas verdes  de forma romboidal con bordes lisos, pequeñas flores blancas o rosadas unidas al tallo. Los frutos son aquenios negruzcos.

## Hábitat
Es originaria del Mediterráneo pero se ha difundido por Gran Bretaña, Canarias, Australia y en áreas no tropicales de las Américas, especialmente en regiones húmedas. Se la considera una maleza y es encontrada frecuentemente en las carreteras y en las grietas de edificaciones, aunque puede además estar presente en los acantilados de los litorales. Sirve de hábitat a las larvas de las mariposas del género Vanessa.

## Taxonomía
Parietaria judaica fue descrita por Carlos Linneo y publicado en Flora Palaestina 32. 1756.
Etimología
Parietaria: nombre genérico que deriva del término latíno paries, -etis = "muro, pared", en referencia a las plantas que crecen en los muros viejos.
judaica: epíteto
Sinonimia
- Parietaria diffusa Merlet & W.D.J.Koch
- Parietaria jaxartica Pavlov
- Parietaria officinalis subsp. judaica (L.) Bég.
- Parietaria punctata Willd.
- Parietaria ramiflora Moench[3]

## Nombres
Comúnmente se la conoce como pelosilla, albahaca de río, hierba caracolera, hierba ratonera, ortiguilla muerta y paletaria. Se le llama pelitre esparcido,  porque la mata tiene forma dispersa o desdibujada, aunque no está relacionada con la hierba pelitre (Anacyclus pyrethrum (L.) Lag. ). El nombre frecuente de pegajosa se debe a que se adhieren fácilmente a la ropa. Se la conoce también como maleza del asma, debido la alta frecuencia con que su polen causa alergia. Se la llama también hierba de las ruinas y es confundida con otra especie muy similar, la Parietaria officinalis o pelitre de los muros, y ambas reciben el nombre de hierbas de muro. En Valencia recibe el nombre de "matapuses". En el Real Jardín Botánico se le asignan los siguientes nombres: albahaca de río (3), albahacaa de río, albahacaa fina, albahaquilla (9), albahaquilla de culebra (4), albahaquilla de muro (3), albahaquilla de río, albahaquilla del muro, albahaquilla loca (4), babosa , beletón, caracolera (5), caracolera a secas, carqueruela (3), cañaroya, cañarroya (2), estrellita, flor del jilguero, hierba caracola, hierba caracolera (5), hierba de San Pedro (5), hierba de la orina, hierba de las paredes, hierba de las ruinas, hierba de muro (2), hierba del mundo, hierba del muro (4), hierba diurética, hierba loca, hierba para el hígado, hierba para el hígado, hierba para la hepatitis, hierba para las piedras del riñón, hierba para orinar, hierba roquera, hierba ruquera, morella roquera, ortiga muerta, ortiguilla muerta (4), paletaria (6), parentaria, paretaria, parietaria (19), parietaria caracolera, paritaria, pata de nuez, pegajosas, pegapechos, pelosilla (9), pelusilla (2), planta para la acidez de estómago, repegachosa, repegajosa, repegalosa, rompepiedras, roquera, yerba caracolera, yerba de San Pedro, yerba de vidro, yerba del muro.(el número entre paréntesis indica las especies que tienen el mismo nombre en España)